# Fussball Club Südtirol 2012-2013
Questa pagina raccoglie le informazioni riguardanti il Fussball Club Südtirol nelle competizioni ufficiali della stagione 2012-2013.

## Stagione
Nella stagione 2012-2013 il Südtirol ha disputato il girone A del campionato di Lega Pro di Prima Divisione, piazzandosi in quarta posizione di classifica con 50 punti, ed ha perso la doppia semifinale dei Playoff con il Carpi. Il torneo è stato vinto con 64 punti dal Trapani che ha ottenuto la promozione diretta in Serie B, la seconda promossa è stata il Carpi che ha vinto i playoff. La squadra altoatesina allenata da Stefano Vecchi disputa un eccellente girone di andata, chiuso in terza posizione con 29 punti, ad un punto dal vertice, tenuto dalla coppia Carpi e Lecce. Poi nel girone di ritorno si prende solo 21 punti e deve rinunciare alla promozione diretta. Nella prima semifinale dei Playoff il Carpi sbanca il Druso (1-2), nella seconda finisce in parità (2-2), svanisce così il sogno dei biancorossi di raggiungere la Serie B, resta però il fatto indiscutibile di aver disputato una gran bella stagione agonistica. Nella Coppa Italia nazionale il Sudtirol nel primo turno supera il Cuneo (4-3) ai calci di rigore, mentre nel secondo turno viene eliminato (2-0) dal Modena. Nella Coppa Italia di Lega Pro la squadra biancorossa evita il girone di qualificazione, avendo disputato la Coppa nazionale, nei turni ad eliminazione, supera nel primo la Feralpisalò (1-2) a Salò, mentre nel secondo turno cede (0-2) al Lumezzane. Miglior marcatore biancorosso di questa stagione il piemontese Alessandro Campo autore di 11 reti.

## Divise e sponsor
Concluso il rapporto con Mass, il Südtirol inizia il sodalizio col fornitore tecnico Garman.
La divisa interna è bianca con inserti rossi su fianchi, spalle, maniche e petto.
I marchi impressi sulle divise sono Duka e Südtirol ("marchio ombrello" territoriale).
| Casa |

## Rosa
| N. |                               | Ruolo | Calciatore         |
| -- | ----------------------------- | ----- | ------------------ |
|    | Macedonia del Nord (bandiera) | A     | Valon Ahmedi       |
|    | Italia (bandiera)             | D     | Alessandro Bassoli |
|    | Italia (bandiera)             | C     | Luca Bertoni       |
|    | Italia (bandiera)             | A     | Riccardo Bocalon   |
|    | Italia (bandiera)             | C     | Francesco Bontà    |
|    | Italia (bandiera)             | C     | Simone Branca      |
|    | Italia (bandiera)             | C     | Alessandro Campo   |
|    | Italia (bandiera)             | C     | Roberto Candido    |
|    | Italia (bandiera)             | D     | Daniel Cappelletti |
|    | Italia (bandiera)             | C     | Hannes Fink        |
|    | Italia (bandiera)             | C     | Alessandro Furlan  |
|    | Italia (bandiera)             | P     | Matteo Grandi      |

| N. |                    | Ruolo | Calciatore            |
| -- | ------------------ | ----- | --------------------- |
|    | Italia (bandiera)  | D     | Simone Iacoponi       |
|    | Italia (bandiera)  | D     | Hannes Kiem           |
|    | Romania (bandiera) | P     | Richard Marcone       |
|    | Italia (bandiera)  | A     | Piergiuseppe Maritato |
|    | Italia (bandiera)  | D     | Marco Martin          |
|    | Italia (bandiera)  | C     | Riccardo Pasi         |
|    | Italia (bandiera)  | D     | Massimiliano Tagliani |
|    | Italia (bandiera)  | P     | Luca Tenderlini       |
|    | Senegal (bandiera) | A     | Mame Thiam            |
|    | Italia (bandiera)  | A     | Emanuele Testardi     |
|    | Italia (bandiera)  | C     | Gianluca Turchetta    |
|    | Italia (bandiera)  | C     | Francesco Uliano      |

## Risultati

### Lega Pro Prima Divisione

#### Girone di andata
| Arbitro: | D'Angelo (Ascoli Piceno) |

|             |           |           |
| Pesenti 46’ | Marcatori | 86’ Thiam |

| Arbitro: | Caso (Verona) |

|                |           |             |
| Campo 29’, 42’ | Marcatori | 11’ Beretta |

| 16 settembre 2012 3ª giornata |  | – turno di riposo Sudtirol |  |  |

| Arbitro: | Cangiano (Napoli) |

|          |           |  |
| Samb 70’ | Marcatori |  |

| Arbitro: | Giovani (Grosseto) |

|                |           |         |
| Thiam 56’, 81’ | Marcatori | 1’ Arma |

| Arbitro: | Petroni (Roma) |

|                       |           |              |
| Casolla 30’ Mella 60’ | Marcatori | 90’ Maritato |

| Arbitro: | Albertini (Ascoli Piceno) |

|                   |           |             |
| Iacoponi 35’, 74’ | Marcatori | 61’ Fantini |

| Arbitro: | Paolini (Ascoli Piceno) |

|                  |           |                                      |
| N. Tarantino 33’ | Marcatori | 28’ Iacoponi 48’ Maritato 52’ Furlan |

| Bolzano 28 ottobre 2012, ore 14:30 9ª giornata | Südtirol       | 0 – 0 referto | Como | Stadio Druso (1.823 spett.)\| Arbitro: \| Bruno (Torino) \| |
| Arbitro:                                       | Bruno (Torino) |               |      |                                                             |

| Arbitro: | Adduci (Paola) |

|                       |           |                         |
| P. Rossi 23’ Bani 76’ | Marcatori | 16’ Branca 41’ Maritato |

| Arbitro: | Rapuano (Rimini) |

|                                        |           |  |
| Iacoponi 22’ Campo 34’ Leonarduzzi 82’ | Marcatori |  |

| Arbitro: | Caso (Verona) |

|                                        |           |  |
| Madonia 20’, 35’ Abate 60’ Docente 76’ | Marcatori |  |

| Arbitro: | Ripa (Nocera Inferiore) |

|           |           |  |
| Campo 63’ | Marcatori |  |

| Arbitro: | Piccinini (Forlì) |

|              |           |            |
| D. Rosso 90’ | Marcatori | 29’ Furlan |

| Arbitro: | Abisso (Palermo) |

|  |           |          |
|  | Marcatori | 85’ Pasi |

| Arbitro: | Cifelli (Campobasso) |

|             |           |  |
| Bocalon 87’ | Marcatori |  |

| Arbitro: | Ros (Pordenone) |

|                |           |             |
| Bortolotto 54’ | Marcatori | 81’ Bassoli |

#### Girone di ritorno
| Arbitro: | Dei Giudici (Latina) |

|             |           |             |
| Bassoli 32’ | Marcatori | 31’ Pesenti |

| Arbitro: | Reni (Pistoia) |

|                        |           |              |
| Cesca 46’ Statella 63’ | Marcatori | 52’ Maritato |

| 20 gennaio 2013 20ª giornata |  | – turno di riposo |  |  |

| Arbitro: | Giovani (Grosseto) |

|                                                 |           |                      |
| Zamparo 13’ Possenti 36’ Thiam 53’ Testardi 82’ | Marcatori | 69’ Kirilov 90’ Samb |

| Arbitro: | Ripa (Nocera Inferiore) |

|  |           |                      |
|  | Marcatori | 25’ Thiam 52’ Furlan |

| Bolzano 17 febbraio 2013, ore 14:30 23ª giornata | Südtirol         | 0 – 0 referto | San Marino | Stadio Druso (2.000 spett.)\| Arbitro: \| Lazzeri (Arezzo) \| |
| Arbitro:                                         | Lazzeri (Arezzo) |               |            |                                                               |

| Cuneo 13 marzo 2013, ore 14:30 24ª giornata | Cuneo            | 0 – 0 referto | Südtirol | Stadio Fratelli Paschiero (870 spett.)\| Arbitro: \| Tardino (Milano) \| |
| Arbitro:                                    | Tardino (Milano) |               |          |                                                                          |

| Arbitro: | Brasi (Seregno) |

|                         |           |                  |
| Zammuto 6’ Maritato 85’ | Marcatori | 56’ N. Tarantino |

| Arbitro: | Martinelli (Roma) |

|                     |           |                           |
| Donnarumma 42’, 68’ | Marcatori | 45’ Campo 88’ Cappelletti |

| Arbitro: | Soricaro (Barletta) |

|                                     |           |  |
| Testardi 11’ Maritato 17’ Campo 22’ | Marcatori |  |

| Arbitro: | Chiffi (Padova) |

|                                          |           |           |
| Bracaletti 12’ Finocchio 34’ Falasco 90’ | Marcatori | 50’ Campo |

| Arbitro: | Dei Giudici (Latina) |

|           |           |           |
| Campo 89’ | Marcatori | 78’ Abate |

| Arbitro: | Ripa (Nocera Inferiore) |

|                       |           |          |
| Le Noci 25’ Đurić 41’ | Marcatori | 90’ Pasi |

| Arbitro: | Minelli (Varese) |

|                             |           |  |
| Pasi 14’ Campo 73’ Kiem 84’ | Marcatori |  |

| Arbitro: | Bruno (Torino) |

|             |           |                           |
| Bassoli 11’ | Marcatori | 13’ Chiricò 77’ Chevantón |

| Arbitro: | Saia (Palermo) |

|                |           |  |
| L. Orlando 88’ | Marcatori |  |

| Bolzano 12 maggio 2013, ore 15:00 34ª giornata | Südtirol         | 0 – 0 referto | Tritium | Stadio Druso (1.700 spett.)\| Arbitro: \| Maresca (Napoli) \| |
| Arbitro:                                       | Maresca (Napoli) |               |         |                                                               |

#### Play-off
| Arbitro: | Chiffi (Padova) |

|           |           |                                |
| Campo 12’ | Marcatori | 28’ L. Della Rocca 69’ Letizia |

| Arbitro: | Minelli (Varese) |

|                               |           |                           |
| L. Della Rocca 25’ Gaudio 72’ | Marcatori | 53’ Maritato 58’ Iacoponi |

### Coppa Italia
| Arbitro: | Rasia (Bassano del Grappa) |

|                                         |                      |                                            |
| Campo 85’ (rig.)                        | Marcatori            | 88’ Sentinelli                             |
| Bertoni Bontà Thiam Cappelletti Timpone | Tiri di rigore 4 – 3 | Fantini D. Lodi Sentinelli M. Longhi Ferri |

| Arbitro: | Di Paolo (Avezzano) |

|                             |           |  |
| Anđelkovič 8’ Ardemagni 31’ | Marcatori |  |

### Coppa Italia di Lega Pro

#### Turni ad eliminazione diretta
| Arbitro: | Lanza (Nichelino) |

|               |           |                      |
| Bentoglio 66’ | Marcatori | 21’ Pasi 77’ Bassoli |

| Arbitro: | Aversano (Treviso) |

|  |           |                       |
|  | Marcatori | 37’ Kirilov 67’ Torri |